# Station Witterschlick
Station Witterschlick is een spoorwegstation in de Duitse plaats Alfter.